# تپه نظرآباد۱
تپه نظرآباد۱ مربوط به مس و سنگ است و در شهرستان کرمانشاه، بخش مرکزی، دهستان بالادربند، روستای متروکهٔ نظرآباد واقع شده و این اثر در تاریخ ۲۶ اسفند ۱۳۸۷ با شمارهٔ ثبت ۲۵۴۱۲ به‌عنوان یکی از آثار ملی ایران به ثبت رسیده است.